# Lamothe-Montravel
Lamothe-Montravel – miejscowość i gmina we Francji, w regionie Nowa Akwitania, w departamencie Dordogne.
Według danych na rok 1990 gminę zamieszkiwały 1093 osoby, a gęstość zaludnienia wynosiła 94 osoby/km² (wśród 2290 gmin Akwitanii Lamothe-Montravel plasuje się na 395. miejscu pod względem liczby ludności, natomiast pod względem powierzchni na miejscu 956.).